# هيدروكسيد الروبيديوم
هيدروكسيد الروبيديوم أحد القواعد القوية حيث يُصنف من المواد اللاعضوية وصِيغتهُ الكيميائية (RbOH) ويتألف مِن كايتونات . يتميز عُنصر هيدروكسيد الروبيديوم بكونهِ مادةٌ صلِبة عدية اللون وكذالك يتميز بأنهُ يتآكل للغاية . ويتشكل هيدروكسيد الروبيديوم عند ذوبان مول واحد من الروبيديوم في مول واحد من الماء عندها ينتج مول واحد من هيدروكسيد الروبيديوم بلاضافة إلى مول واحد من الهيدروجين.

## الاستخدام
نادراً ما يُستخدم هيدروكسيد الروبيديوم في العمليات الصِناعة وذالكَ لكون (هيدروكسيد البوتاسيوم وهيدروكسيد الكالسيوم) يُؤديان نفسَ غرض هيدروكسيد الروبيديوم ويؤديان إلى نفس النتائج.